# NGC 5822
NGC 5822 је расејано звездано јато у сазвежђу Вук које се налази на NGC листи објеката дубоког неба.
Деклинација објекта је - 54° 20' 21" а ректасцензија 15h 4m 2,3s. Привидна величина (магнитуда) објекта NGC 5822 износи 6,5. NGC 5822 је још познат и под ознакама OCL 937, ESO 176-SC9.